# Classe Dunkerque
Gli incrociatori da battaglia classe Dunkerque, ovvero la capoclasse e la Strasbourg, vennero realizzate dai francesi per controbattere la minaccia delle "corazzate tascabili" tedesche. Pur non entrando mai a contatto con queste ultime, le navi erano senz'altro all'altezza del compito ma un effetto particolare e certo indesiderato del loro varo fu quello di innescare la corsa verso navi ancora più grandi, come le due navi classe Scharnorst impostate dalla Germania proprio per controbattere le nuove navi francesi.
Dato il loro design ibrido (più veloci delle corazzate contemporanee, ma molto meno protette), esse sono a volte considerate come incrociatori da battaglia, a volte come corazzate.

## Progetto
|  |

Dal momento che le 3 Panzerschiffe (gli inglesi le chiamavano pocket battleships, corazzate tascabili) erano abbastanza armate per sopraffare anche un incrociatore pesante, i francesi pensarono bene di realizzare navi capaci di contrastarle. Esse vennero pensate per combinare un'alta potenza di fuoco e una velocità tali da sopraffare le navi tedesche. La protezione fu in parte sacrificata.
Il disegno complessivo di tali corazzate era impressionante, grazie al fatto di ricorrere al concetto già sviluppato per la non realizzata classe Normandie, di concentrare tutti gli otto cannoni previsti in due torri quadrinate, entrambe a prua (le Normandie prevedevano 3 torri quadruple). Questo accorgimento portava ad un peso complessivo inferiore del 27% rispetto ad un disegno basato su 4 torri binate; riusciva ad essere leggermente migliore anche rispetto a 3 torri trinate (che però avrebbero avuto un cannone in più). Il disegno sarebbe stato ripetuto, ingrandito, per la Classe Richelieu. Le belle e slanciate navi francesi vennero così ad acquisire un profilo caratteristico, aumentato in originalità dal grande e complesso torrione e dal fumaiolo arretrato.
La protezione, molto leggera sulla cintura (per una corazzata), era non del tutto soddisfacente, ma sul ponte e per le torri era all'altezza delle corazzate coeve.
La velocità era molto elevata, grazie alla finezza dello scafo ma soprattutto alla potenza dell'apparato propulsore, da 135000 hp. su 4 assi, si trattava di turbine ad ingranaggi azionate da caldaie a vapore.

### Armamento
L'armamento si componeva di 2 torri quadrinate per pezzi da 330 mm. Le caratteristiche di queste armi, chiamate Model 1931, ad alta velocità iniziale, erano molto interessanti:
Lunghezza 50 calibri, (totale del cannone, 17,17 m), peso 79,535 kg, cadenza di tiro limitata a 2 colpi al minuto, a causa del sistema di rifornimento che, come prevedibile su torri tanto complesse, era afflitto da limitazioni di movimento. L'aspettativa originale era per 3 colpi al minuto.
Le munizioni erano da 553 kg l'HE (High Explosive, alto esplosivo) e 560 la AP (Armour Piercing, perforante le corazze), con una carica di scoppio che illustra bene la differenza interna tra i due proiettili: 20,3 kg per la perforante, ben 63,5 per la esplosiva. La velocità iniziale era di 870-885 m/s, grazie a 192 kg di polvere SD19, la vita utile raggiungeva 250 colpi e lo stivaggio per cannone raggiungeva i 100 colpi circa.
La velocità iniziale dava loro eccellenti qualità, con una gittata di 40,6 km con la HE, mentre la AP arrivava a ben 41,7. La penetrazione con quest'ultima era 713 mm, corazza verticale a 0 metri, a 27500 restava di 292 mm, oppure 100 orizzontale, per cui si trattava di un'arma a tiro davvero molto teso, che necessitava di colpire più che altro le cinture corazzate delle navi da battaglia, che perforava fino ad oltre 20 km. Gli affusti pesavano 1497 t, circa come la torre trinata delle Littorio, con cannoni da 381/50.
I cannoni da 130 mm, da 45 calibri, erano armi a doppio ruolo, le prime apparse su di una corazzata, nel tentativo di eliminare la scarsamente razionale disposizione "su 3 batterie" (principale, antisilurante, antiaerea) ma con una granata troppo pesante per essere in grado di tenere un alto volume di fuoco, e un poco leggera contro navi di superficie. Essi erano ripartiti in torri quadrinate e binate.

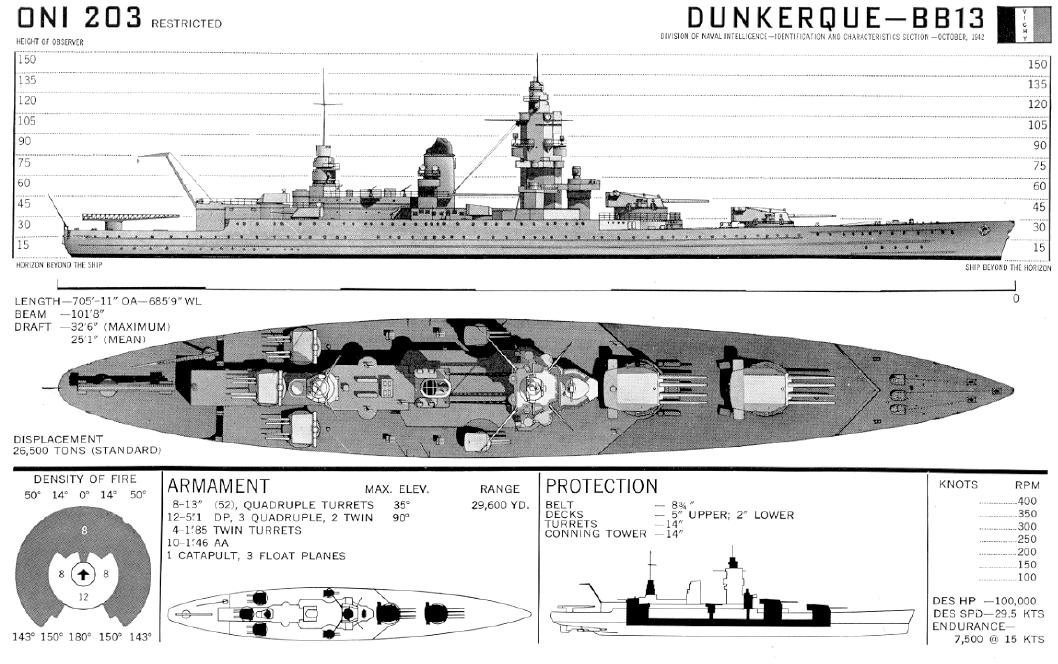
Schemi tecnici dell'incrociatore Classe Dunkerque

Il peso della munizione era di 53 kg completa, di cui il proiettile era 29–33 kg, la carica 8,76 kg di BM9 e il resto era dato dal bossolo. La carica esplosiva, invece, raggiungeva 1,6 kg per la granata semiperforante, e i 3,2 per quella esplosiva. Il cannone pesava 3,5ton, la vita utile della canna era di 900 colpi e la velocità iniziale di 800-840 ms. Le munizioni presenti pronte al fuoco nell'allestimento quadrinato erano 32 AA e 16 SAP (semiperforanti).
Il peso della torre quadrupla (data da 2 torri binate accostate) era di ben 200t, quella binata di 81, l'alzo di 75 gradi dava una gittata contraerea di 10 km. L'elevazione era di 6-8 gradi al secondo, la direzione di 12.
La gittata raggiungeva i 20,8 km con una granata da 32 kg, pertanto queste armi, oltre al fatto che erano doppio ruolo e che tenevano almeno teoricamente (soprattutto erano legate alla resistenza fisica dei serventi) i 10 colpi al minuto, erano leggermente migliori dei 135 mm italiani, ancora da schierare al momento dell'entrata in servizio di questi equivalenti cannoni francesi.
Altre armi erano le mitragliere da 37 e 13,2 mm. L'hangar poppiero poteva ospitare alcuni idrovolanti, per i quali vi era la catapulta e una gru per la movimentazione.

## Servizio
Dopo la caduta della Francia, le navi, che avevano fino ad allora operato nella scorta convogli, vennero inviate a Mers-el-Kébir, dove un tentativo inglese di prenderne il controllo a causa della confusione che regnava al momento, ebbe come conseguenza sanguinose battaglie, soprattutto il 3 luglio 1940, quando le navi inglesi aprirono il tiro cercando di distruggere le unità francesi che non si erano autoaffondate o consegnate agli inglesi.

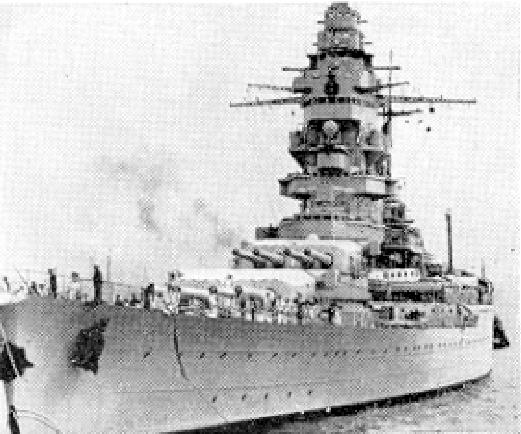
La Dunquerke

La Dunkerque cercò di rispondere al fuoco, ma incassò 4 colpi da 381, uno dei quali mise fuori uso una torre principale, un altro passò senza esplodere l'hangar lasciandovi un enorme foro. La nave venne lasciata sostanzialmente fuori combattimento, ma senza gravi danni. La gemella Strasbourg invece passò lo sbarramento inglese nonostante 2 siluri incassati dagli aerosiluranti. La minaccia francese con tali moderne navi non era stata neutralizzata, anche se esse erano adesso danneggiate e in diversi porti. Anzi, paradossalmente, questa minaccia, prima inesistente, rischiò di concretizzarsi proprio a seguito di questo atto di forza inglese, che quasì riuscì a far capovolgere le alleanze della Francia.
La Dunkerque venne nuovamente attaccata da aerosiluranti che la colpirono ulteriormente, ma almeno 4 dei 12 siluri non avevano la spoletta, segno che i marinai inglesi non gradivano gli ordini politici di combattere i francesi, nemici per secoli ma adesso (ex) alleati.
Lo stesso Churchill disse al riguardo che era penoso per lui ordinare attacchi sulla flotta francese, perché erano pur sempre degli alleati: ‘Il Gabinetto di Guerra non ebbe esitazioni, quegli stessi uomini che la settimana scorsa avrebbero dato il cuore per la Francia decisero che quelle misure fossero necessarie. Fu una decisione odiosa, la più innaturale cui fossi mai stato coinvolto. Ricordava la distruzione della flotta danese a opera di Nelson nel 1801, ma ora i francesi erano i nostri cari alleati di ieri e il nostro dolore per la tragedia della Francia appariva sincero. Ma nessuna azione era mai stata più necessaria per la Gran Bretagna e per tutto ciò che era ad essa legato’. Se Churchill avesse avuto idea di quanto fossero seri i francesi quando affermavano di non cedere a nessun costo la flotta ai loro vincitori, avrebbe certamente omesso di preoccuparsi per la sorte della Gran Bretagna, infatti l'Operazione Catapult fu un'inutile e sanguinosa battaglia fratricida, che alienò le speranze di far passare le forze francesi dalla parte inglese e di De Gaulle, con una svolta drammatica nella guerra, quantomeno in Africa se non anche in Estremo Oriente, dove il Giappone aveva occupato vasti territori dopo la caduta francese.

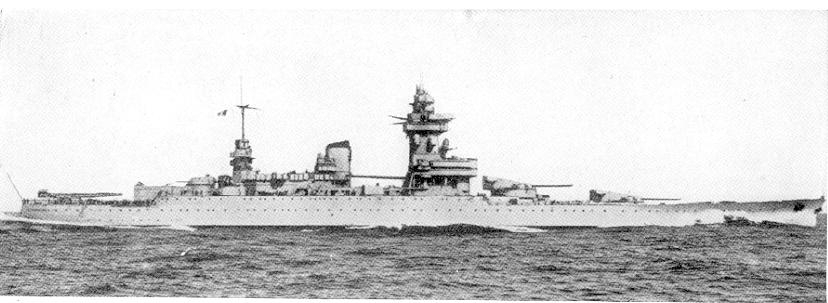
Strasbourg

Sia la Dunkerque che la Strasbourg erano tornate a Tolone quando scattò l'Operation Torch, mirante alla conquista dell'Africa occidentale, per prendere l'Asse tra due fuochi. Gli italo-tedeschi allora occuparono la Tunisia, e nel precipitare degli eventi i tedeschi decisero che il Governo di Vichy era giunto al capolinea. Così, mentre in Africa si combatteva aspramente, la flotta francese concentrata a Tolone, a causa della minaccia delle mine e aerei tedeschi, rinunciò a mettersi in salvo, cosa possibile ma con un elevato prezzo in vite umane, e si autoaffondò. Anche le due Dunkerque seguirono tale destino, subendo tali danni da essere giudicate irrecuperabili, e quindi demolite dagli italiani per averne le materie prime ferrose. Così le due splendide navi, che non incrociarono mai le armi contro le corazzate e gli incrociatori tedeschi per combattere i quali erano pensate, finirono mestamente la loro esistenza. È comunque paradossale ed ironico notare che nell'unico vero combattimento che le vide impegnate, quello del drammatico 3 luglio 1940 a Mers-el-Kébir, lo Strasbourg in fuga verso Tolone alla massima velocità e inseguito dagli inglesi, non poté difendersi adeguatamente perché le navi britanniche rimasero a poppavia, nel settore di tiro impedito delle artiglierie principali concentrate a prua. In definitiva, questi incrociatori risolutamente concepiti per attaccare erano incapaci di guardarsi le spalle e sparare all'indietro.

## Unità
| Nome       | Cantiere                                        | Impostazione     | Varo             | Entrata in servizio | Destino finale                                                           |
| ---------- | ----------------------------------------------- | ---------------- | ---------------- | ------------------- | ------------------------------------------------------------------------ |
| Dunkerque  | Arsenale di Brest, Brest                        | 24 dicembre 1932 | 2 ottobre 1932   | 1° maggio 1937      | autoaffondata nel novembre 1942 a Tolone, recuperata e demolita nel 1958 |
| Strasbourg | Arsenale navale di Saint-Nazaire, Saint-Nazaire | 25 novembre 1934 | 12 dicembre 1936 | 29 aprile 1939      | Autoaffondata nel novembre 1942 a Tolone, recuperata e demolita nel 1955 |